# Truls Engen Korsæth
Truls Engen Korsæth (16 september 1993) is een voormalig Noors wielrenner.

## Overwinningen
2012
 Noors kampioen tijdrijden, Beloften
2013
3e etappe Circuit des Ardennes (ploegentijdrit)
 Noors kampioen tijdrijden, Beloften
2014
Duo Normand (met Reidar Bohlin Borgersen)
2015
 Noors kampioen tijdrijden, Beloften
Chrono des Nations, Beloften
2016
1e etappe Ronde van Gironde

## Resultaten in voornaamste wedstrijden
| Jaar | Milaan-San Remo | Ronde van Vlaanderen | Parijs-Roubaix |  | WK op de weg |  | Wereldranglijsten |
| ---- | --------------- | -------------------- | -------------- |  | ------------ |  | ----------------- |
| 2016 |                 |                      |                |  | 16e          |  |                   |
| 2017 | 160e            |                      | 92e            |  | opgave       |  | 343e (UWT)        |
| 2018 | 139e            | opgave               | 33e            |  |              |  |                   |

## Ploegen
- 2013 –  Joker Merida
- 2014 –  Team Joker
- 2015 –  Team Joker
- 2016 –  Team Joker Byggtorget[1]
- 2017 –  Astana Pro Team
- 2018 –  Astana Pro Team

Borgersen · Eiking · Hoelgaard · Hoem · Jansen · Korsæth · Laengen · Lindau · Lunke · Skaarseth · Stien · Wilson · Halvorsen (stagiair)
Aru · Bilbao · Bïjigitov · Breschel · Cataldo · De Vreese · Fominykh · Fuglsang · Gatto · Groezdev · Hansen · Hryvko · Kamışev · Kangert · Korsæth · Loetsenko · López · Minali · Moser · Qojatajev · Sánchez · Scarponi · Stalnov · Tiralongo · Tlewbajev · Tsjernetski · Valgren · Zacharov · Zejts · Gïdïç (stagiair) · Lauk (stagiair)
Bilbao · Bïjigitov · Cataldo · Cort · De Vreese · Fominykh · Fraile · Fuglsang · Gatto · Gïdïç · Groezdev · Hansen · Hirt · Houle · Hryvko · Kangert · Korsæth · Loetsenko · López · Minali · Moser · Qojatajev · Sánchez · Stalnov · Tlewbajev · Tsjernetski · Valgren · Villella · Zacharov · Zejts